# 羊躑躅

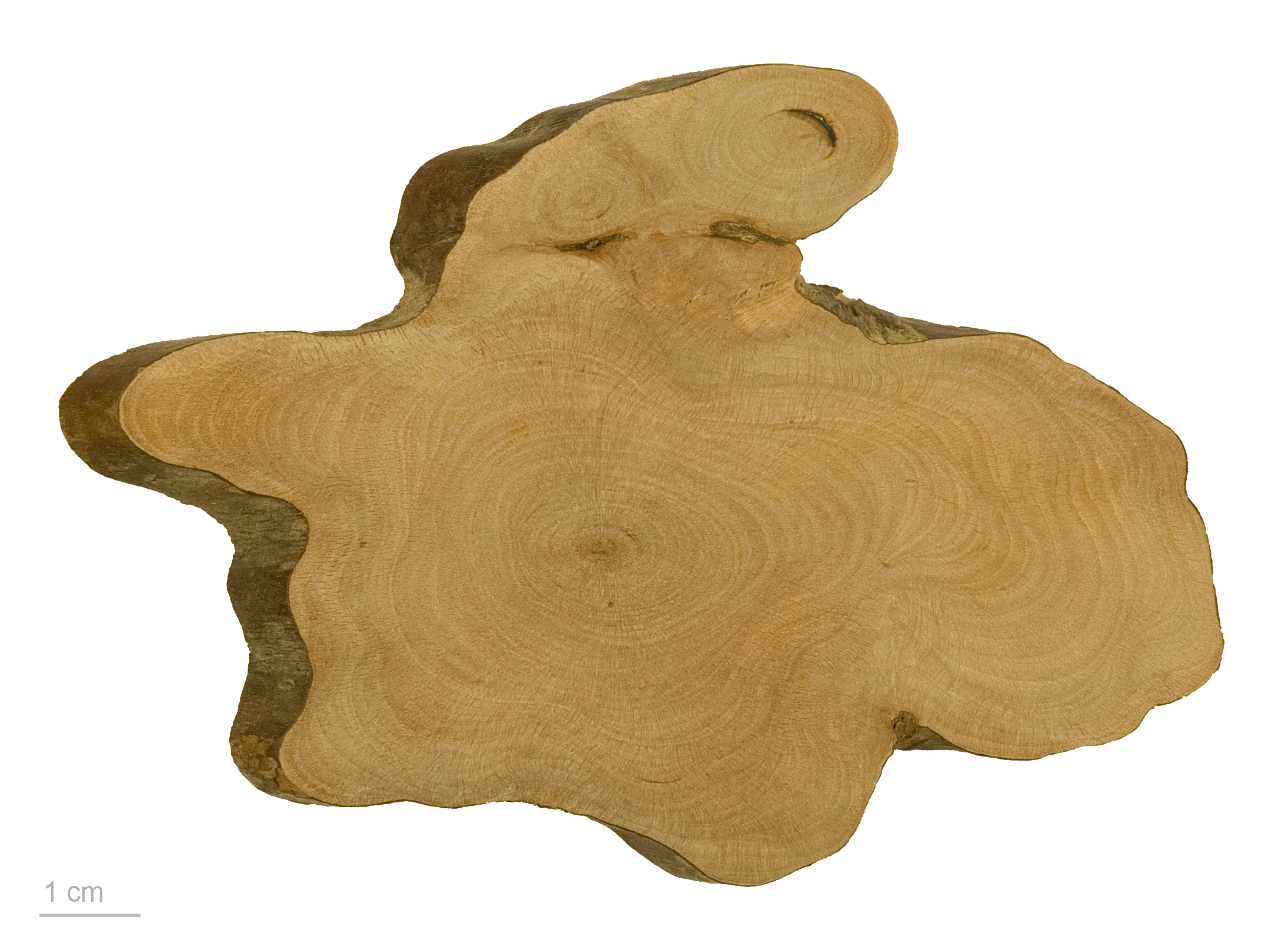
莖剖面

羊躑躅（學名：Rhododendron molle），別稱黃杜鵑（本草蒙荃）、黃花杜鵑、黃花女、黃牯牛花、黃喇叭花、黃色映心紅、黃躑躅、鬧羊花（本草綱目）、鬧頭花、驚羊花、驚羊草、隔羊花、羊不食、羊不食草（本草拾遺）、牛不食、老虎花、毛老虎、搜山虎、山茶花、映山黃、玉枝（名醫別錄）、悶頭花、雷公花、一杯倒、三錢三、六軸子、八釐麻及八里麻等，為杜鵑花科杜鵑花屬植物 。全株有毒，誤服過量可致嘔吐、腹瀉、腹痛、痙攣、心跳減慢、血壓下降及呼吸困難等症狀，嚴重可致呼吸停止而死亡。花果可供制作鎮痛劑、麻醉劑 ，全株可供作農藥 。本種因羊隻誤食其葉引致躑躅而亡，故而得名。

## 分佈
本種現分佈於中國及日本等地，中國國內分佈於廣西、廣東、福建、雲南、四川、貴州、安徽、江西、貴州、河南、湖北、 湖南、江蘇、浙江等省區，本種喜生於山坡草地及丘陵地帶上的雜木林或灌叢之下。 

## 形態特徵
羊躑躅是一種落葉灌木植物，枝條圓柱形，直立，分枝稀疏，幼時密披灰白色或棕色柔毛及柔毛狀剛毛，老枝稍帶褐色，無毛，近光滑；冬芽時常披灰柔毛；植株高約0.3－2米 。

### 葉
葉為長圓形、矩圓形、長圓狀披針形、橢圓狀倒披針形，紙質，互生，頂端急尖或鈍，具短尖頭，基部寬楔形，表面深綠色，表面幼時披微柔毛及銀白色的細剛毛，中脈凸出，背面蒼白色，背面密披灰白色柔毛，邊緣披刺毛狀睫毛，沿中脈披黃褐色剛毛，側脈10－22對，凸出，表面不明顯，背面較顯著，延伸至邊緣處時常呈網狀分叉，披微柔毛及稀疏剛毛，長約5－15厘米，寬約1.5－5厘米；葉柄稍帶褐色，披柔毛及少量剛毛，長約3－4厘米。

### 花

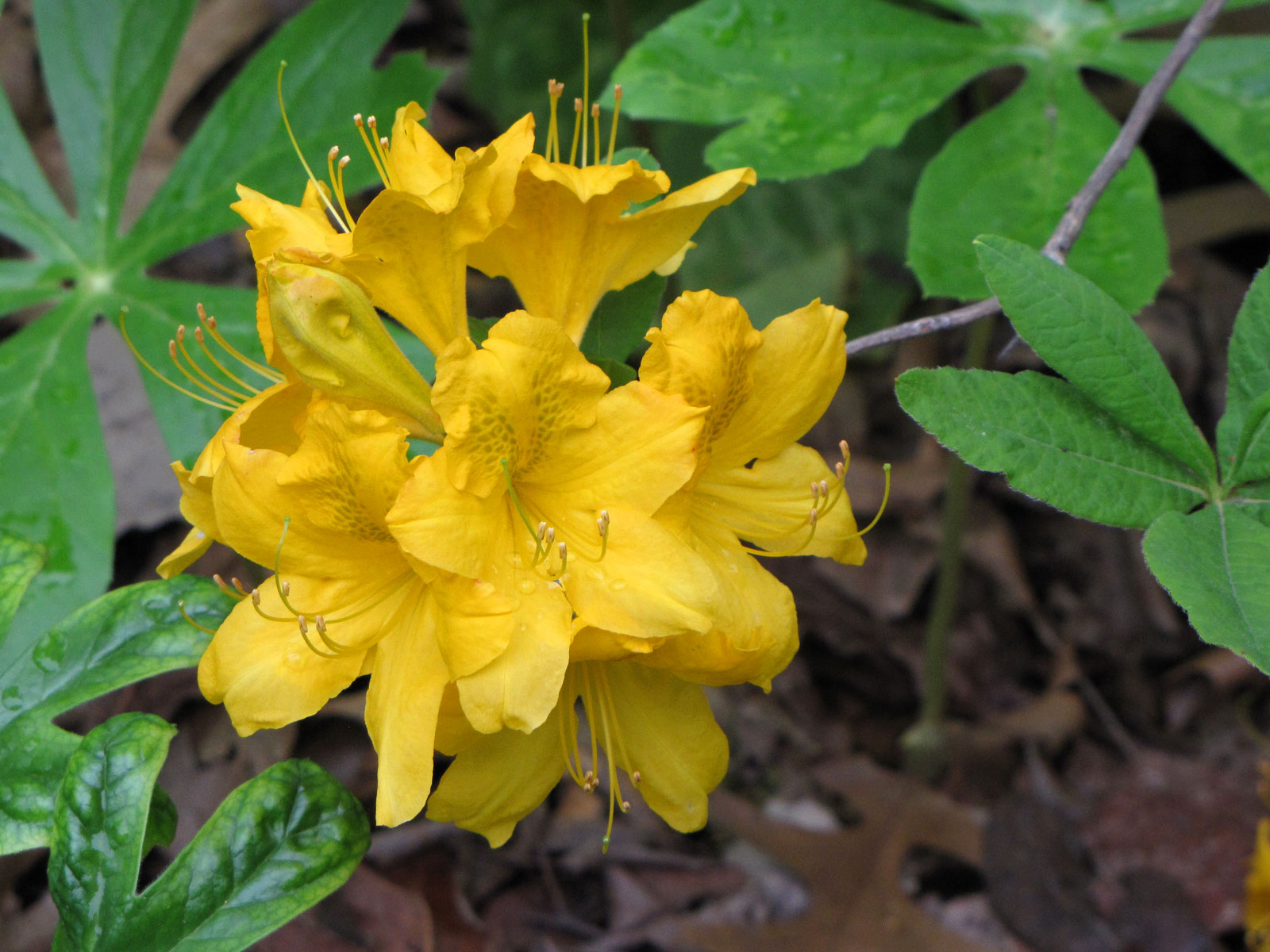
花

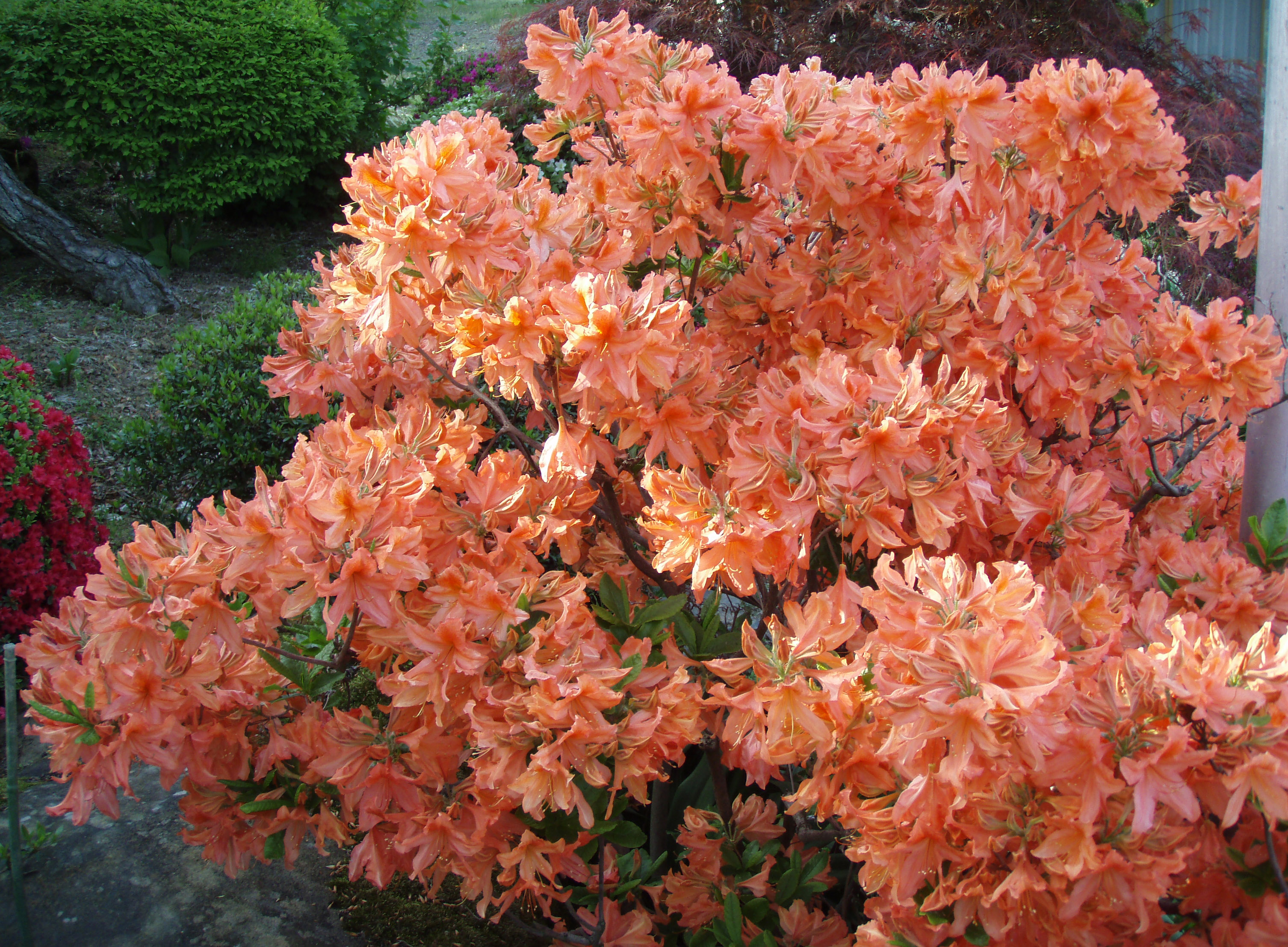
R. molle subsp. japonicum

花5－12朵，可多達13朵，排列成傘形式總狀花序，頂生，花葉同時盛開或先於葉開放；小花梗綠色，細長，披淺黃色微柔毛及剛毛，長約1－2.5厘米；花萼裂片5枚，圓齒狀，細小，披淺黃色微柔毛，邊緣處披剛毛狀長睫毛，長約2－6毫米；花冠闊漏斗形，黃色或金黃色，亞種R. molle subsp. japonicum開紅色花，長約3－5.2厘米，直徑約4.5－6.5厘米；花冠管圓筒形，向基部漸狹，表面披微柔毛，長約2.6厘米 ；花冠裂片5枚，卵狀長圓形或橢圓形，上側一枚較大，內部上側有紅色或淡綠色斑點，表面披微柔毛，長約2.8厘米 ；雄蕊5枚，不等長，長不超過花冠，花絲扁平，中部以下披微柔毛；花藥金黃色；子房圓錐狀，密披灰白色或淺黃色柔毛及疏細剛毛，長約4毫米；花柱無毛，長於雄蕊，突出雄蕊群之外，長約6厘米 ；柱頭頭狀，綠色。

### 果實
果實為蒴果，圓柱狀長圓形，具6條縱肋，密披柔毛及疏剛毛，成熟時深褐色，長約2－3.5厘米，直徑約8－10毫米。

## 醫藥用途

### 根
本種根部可治肺寒咳嗽、痰多、類風濕性關節炎及跌打損傷等。

### 花
本種以羊躑躅的乾燥花朵入藥，中藥名為鬧羊花，藥材主產於江蘇、浙江、江西 、河南、湖南、湖北等地，始載於《神農本草經》，列為下品。《神農本草經》中原文記載為「羊躑躅，味辛，溫。主賊風在皮膚中淫淫痛；溫瘧；惡毒；諸痹。生川谷。」。味辛，性溫，有大毒，歸肝經，具驅風除濕、止痛、消腫、散瘀、殺蟲解毒、麻醉用藥等功效，主治皮膚頑癬、疥瘡、風濕痹痛、傷折疼痛、牙痛、偏正頭痛等 。現代藥理研究表明羊躑躅具鎮痛、降血壓、抗心律失常、抗腎小球腎炎、抗菌、殺蟲等作用，臨床應用於風濕、跌打疼痛、偏頭痛、神經性頭痛、牙痛、高血壓、心跳過速、手術麻醉等治療上。中醫歸類為袪風藥。因本藥含有毒性，不宜久服，體虛及氣血虛者忌服。

### 果實
本種以乾燥果實入藥，中藥名為六軸子，味辛，性溫，有毒，具袪風除濕、散瘀止痛、定喘及止淀等功效，主治風寒濕痹、關節腫痛、癰疽腫毒、跌打損傷、瀉痢、喘咳等。中醫歸類為袪風、止痛藥。因本藥含有毒性，不宜久服，體虛及無瘀者忌服。

## 藥材鑑定

### 花
中藥鬧羊花以乾燥花朵入藥，於每年四至五月間花初開時採收，清除雜質後曬乾或陰乾；本品由5－12朵花所組成，簇生於一總花梗上，為已開放的花朵，表面黃色至黃褐色，多呈皺縮狀，有時具花梗 ；花梗棕褐色，披短茸毛，長約1－7厘米 ；花萼裂片5枚，細小，邊緣處披剛毛狀長睫毛；花冠鐘狀，冠筒黃灰至黃褐色，表面披柔毛，先端卷折，長約3厘米 ；花冠裂片5枚，寬卵形，與冠筒等長；雄蕊5枚，花絲捲曲，略長或等長於花冠，花藥紅棕色，先端孔裂；雌蕊花柱長於雄蕊，柱頭頭狀；氣微香，味微麻，有毒；傳統經驗則認為以棕黃色者為佳。本品種載錄於《中國藥典》2005年版，定為中藥鬧羊花的法定原植物來源種，主要透過薄層色譜法等鑒別資料，以控制藥材的質量。本品種亦載錄於香港第一類別中藥材（毒劇）名單之中。

### 果實
中藥六軸子以羊躑躅的乾燥果實入藥，於每年九至十月果實未成熟開裂前採收，清除雜質後曬乾。

## 外部連結
- （简体中文）. 植物通.   [November 27, 2011]. （原始内容存档于2016-03-10）.
- （简体中文）. 中國植物圖像庫.   [November 27, 2011].[]
- （简体中文）. 中國自然標本館 物種相冊.   [November 27, 2011].[]
- 鬧羊花 中藥材圖像數據庫  (香港浸會大學中醫藥學院) （中文）（英文）
- 鬧羊花 Nao Yang Hua （页面存档备份，存于） 中藥標本數據庫 (香港浸會大學中醫藥學院) （繁體中文）（英文）

[在维基数据编辑]
 《欽定古今圖書集成·博物彙編·草木典·羊躑躅部》，出自陈梦雷《古今圖書集成》
 《植物名實圖考·羊躑躅》，出自吳其濬《植物名實圖考》